# 慕容根
慕容根（？—399年），昌黎棘城（今辽宁省义县西北）人，后燕宗室，封东阳公。
396年，慕容垂派遣征东将军平规率军开往冀州。二月，平规率领博陵郡、武邑郡、长乐郡三个郡的部队在鲁口背叛了后燕。平规的弟弟海阳令平翰也在辽西起兵响应他的哥哥。清河公慕容会派遣东阳公慕容根等人进攻平翰，打败平翰，平翰逃到了山南。398年，慕容盛不敢称帝登基，以长乐王的身份代理朝政，他以下的王都降格称为公，任命东阳公慕容根为尚书左仆射。九月初六，后燕任命东阳公慕容根为尚书令，张通为左仆射，卫伦为右仆射。399年正月十一日，后燕昌黎尹留忠阴谋叛变，被处死。事连尚书令东阳公慕容根、尚书段成，也被处死。